# Sulcos e cumes

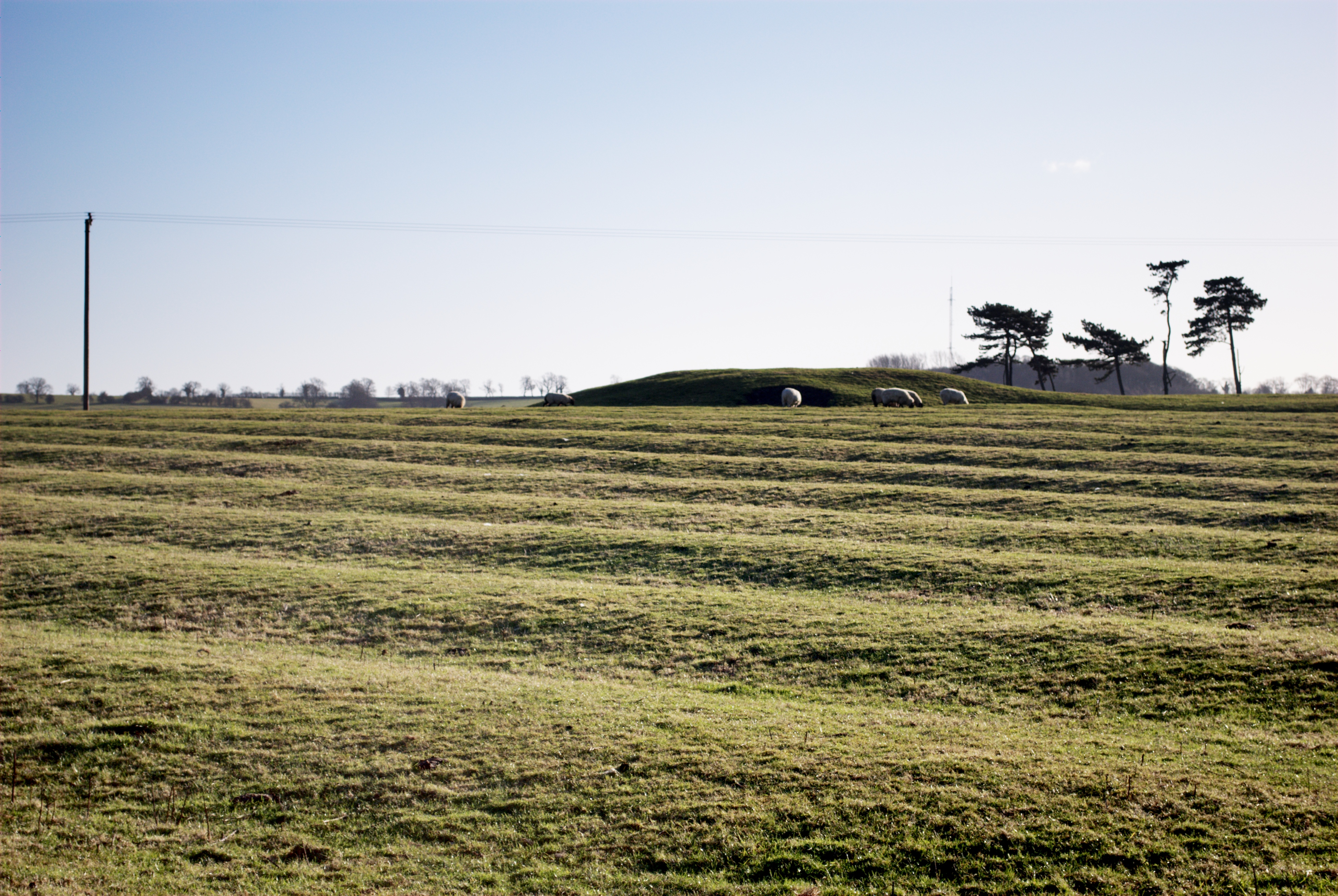
Sulcos e cumes em Cold Newton, Leicestershire

Sulcos e cumes é uma matriz arqueológica de cumes e vales criados por um sistema de aragem usado na Europa durante a Idade Média, típico do sistema de campo aberto. É também conhecida como plataforma e sulco, principalmente no nordeste da Inglaterra e na Escócia.